# Selden-Hahn Motor Truck Corporation
Die Selden-Hahn Motor Truck Corporation, bis 1919 Selden Motor Vehicle Company und bis 1928 Selden Truck Corporation, war ein US-amerikanischer Kraftfahrzeughersteller. Das Unternehmen wurde 1906 in Rochester, New York gegründet. Das Unternehmen produzierte von 1907 bis 1914 Personenkraftwagen und von 1913 bis 1932 Lastkraftwagen. Markenname war Selden.

## Geschichte
Die Selden Motor Vehicle Company wurde vom Patentanwalt und Erfinder George Baldwin Selden, dem ersten Inhaber eines US-Patents für die Herstellung von Personenkraftwagen mit Benzinmotor, gegründet. Er war der Inhaber des Selden-Patents, einem Patent zur Anwendung eines Verbrennungsmotors zum Antrieb von vierrädrigen Fahrzeugen, und galt in der kontroversen Anfangszeit der Automobilproduktion als einer der Erfinder für Automobile in den Vereinigten Staaten.
Zum Schutz diese Patents wurde die Association of Licensed Automobile Manufacturers (ALAM) („Gesellschaft der lizenzierten Kraftfahrzeughersteller“) gegründet, der mehrere wichtige Fahrzeughersteller, wie Cadillac, Winton, Packard, Locomobile, Knox und Peerless, nicht jedoch unter anderem Ford angehörten. Die Electric Vehicle Company von William Collins Whitney, dem Selden 1899 das Patent verkauft hatte, versuchte (bis kurz vor Auslaufen des Patents 1912 mit Erfolg) alle Hersteller benzinbetriebener Fahrzeuge zu kontrollieren.
Die Selden Motor Vehicle Company wurde offiziell im Jahre 1906 nach der Übernahme der Firma Buffalo Benzin Motor Company gegründet. Der Werbeslogan: „Vater aller Patente“ war dabei sehr hilfreich für das junge Unternehmen. Die ersten Selden-Fahrzeuge wurden im Juni 1907 ausgeliefert. Die Autos hatten Vierzylinder-Reihenmotoren und kosteten ca. 2500 Dollar. Der Wert eines gut erhaltenen Selden-Autos beträgt heute rund 25.000 Dollar.
1929 kam es zur Fusion mit Hahn Motor Truck Corporation. Das neue Unternehmen hatte den Sitz in Allentown in Pennsylvania.

## Produktion

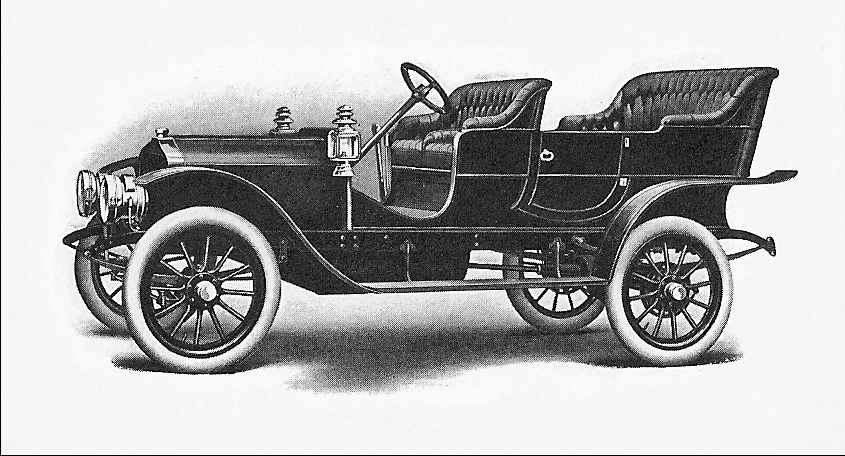
Selden Pkw-Modell 25

Im Jahr 1908 konnten Selden-Autos in einer Stückzahl von nur 850 Autos fertiggestellt werden. 1909 stieg die Produktion auf 1216, im Jahr 1910 waren es 1417, und 1911 konnte Selden die Produktion auf 1628 Fahrzeuge steigern. 1911 erhielt Selden die Nachricht, dass sein Patent nicht durchgesetzt werden konnte. Nach einem Brand der Fabrik im Sommer dieses Jahres wurde das Unternehmen im Herbst von seinem neuen Entwickler, Frederick Law, der für die Electric Motor Company das Columbia Gas-Auto gebaut hatte, umstrukturiert. 1912 wurden 1211, im Jahr 1913 konnten noch 873 Autos gebaut werden. Im letzten Produktionsjahr, 1914, wurden noch 229 Autos gebaut.
Selden hatte seine Autotypen als Touring, Runabout, Roadster und Limousinen mit 30 oder 40 PS Vierzylinder-Motor produziert. Im Jahr 1913 gründete Selden das Unternehmen Selden Truck Sales Corporation für Lastkraftwagen, das sich auch an der Produktion des Liberty truck beteiligte. Die Firma produzierte bis 1930, als sie durch die Bethlehem Truck Company übernommen wurde.

## Pkw-Modellübersicht
Nachstehend eine Auflistung der einzelnen Modelle.
| Jahr      | Modell     | Zylinder | Leistung (PS) | Radstand (cm) | Aufbau |
| --------- | ---------- | -------- | ------------- | ------------- | --- |
| 1907–1908 | Model 28   | 4        | 30            | 277           | Tourenwagen, Runabout, Limousine                                                                            |
| 1909      | Model 29   | 4        | 30            | 290           | Tourenwagen 5-sitzig, Limousine 6-sitzig, Roadster 3-sitzig und 4-sitzig, Toy Tonneau 4-sitzig und 5-sitzig |
| 1910      | Model 35   | 4        | 40            | 296           | Tourenwagen 5-sitzig, Torpedo-Tonneau, Roadster 3-sitzig und 4-sitzig                                       |
| 1910      | Model 35-L | 4        | 28            | 290           | Limousine 6-sitzig                                                                                          |
| 1910      | Model 35-S | 4        | 40            | 311           | Tourenwagen 7-sitzig                                                                                        |
| 1911      | Model 40-R | 4        | 40            | 318           | Roadster 3-sitzig                                                                                           |
| 1911      | Model 40-S | 4        | 40            | 310           | Tourenwagen 5-sitzig                                                                                        |
| 1911      | Model 40-T | 4        | 40            | 295           | Tourenwagen 5-sitzig                                                                                        |
| 1911      | Model 44   | 4        | 40            | 315           | Torpedo 4-sitzig                                                                                            |
| 1911      | Model 45   | 4        | 40            | 318           | Torpedo 5-sitzig                                                                                            |
| 1911      | Model 46   | 4        | 40            | 318           | Torpedo 6-sitzig                                                                                            |
| 1912      | Model 47   | 4        | 40            | 318           | Tourenwagen 5-sitzig und 7-sitzig, Torpedo 4-sitzig, Roadster 2-sitzig, Limousine 7-sitzig                  |
| 1913      | Model 48   | 4        | 40            | 318           | Tourenwagen 5-sitzig und 7-sitzig, Torpedo 4-sitzig, Roadster 2-sitzig, Limousine 7-sitzig                  |
| 1914      | Model 48   | 4        | 40            | 318           | Tourenwagen 5-sitzig und 7-sitzig, Torpedo 4-sitzig, Roadster 2-sitzig, Limousine 7-sitzig                  |

## Pkw-Produktionszahlen
Insgesamt entstanden laut einer Quelle 7424 Personenkraftwagen.
| Jahr  | Produktionszahl |
| ----- | --------------- |
| 1908  | 850             |
| 1909  | 1216            |
| 1910  | 1417            |
| 1911  | 1628            |
| 1912  | 1211            |
| 1913  | 873             |
| 1914  | 229             |
| Summe | 7424            |

## Nutzfahrzeuge

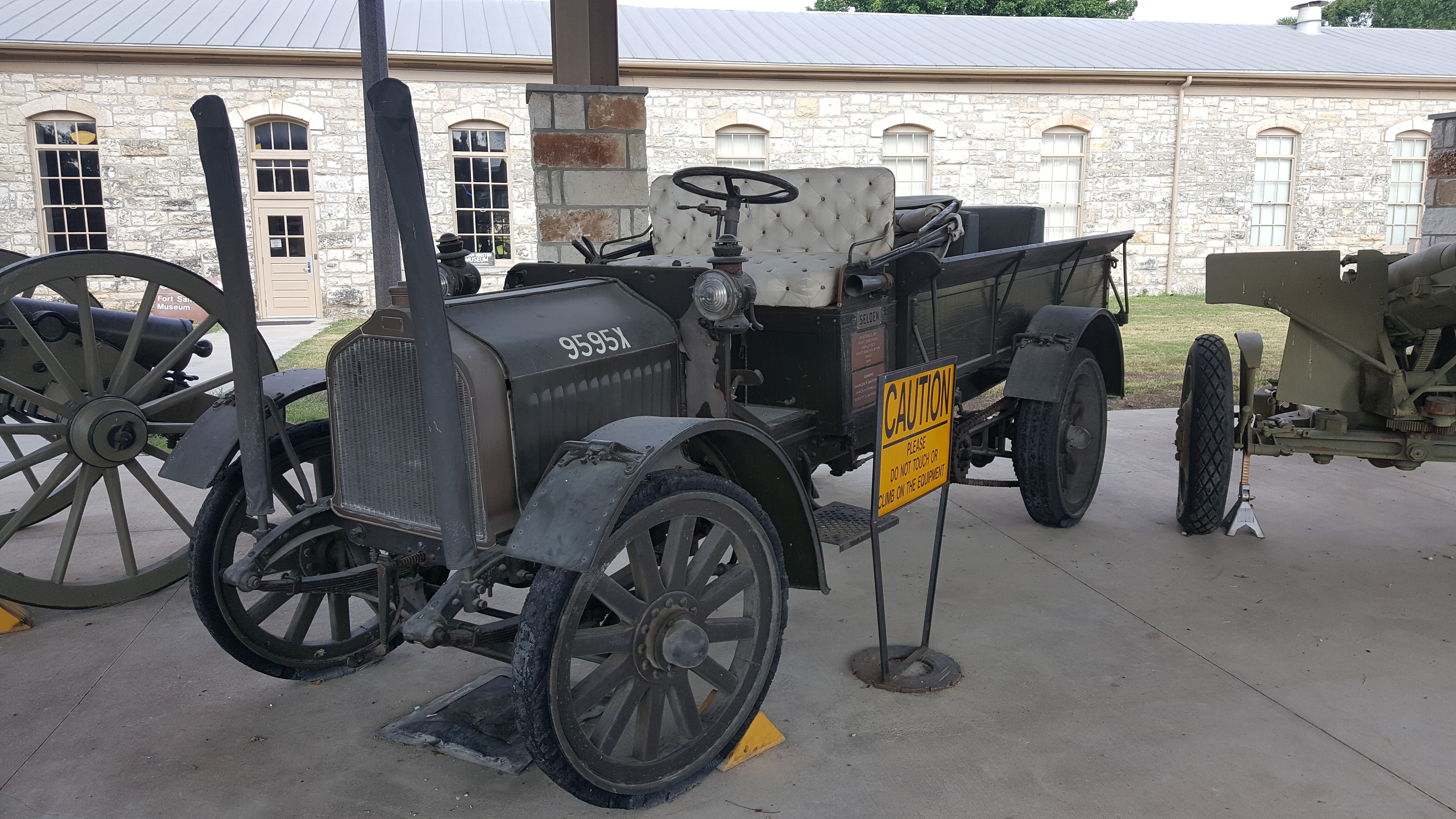
Selden

Die ersten Modelle hatten Vierzylindermotoren von der Continental Motors Company mit wahlweise 20 oder 40 PS Leistung und Kardanantrieb. Genannt werden Nutzlasten von 1, 2 und 3,5 Tonnen. Während des Ersten Weltkrieges entstanden 1000 Liberty Trucks. Nach anderer Quelle sollen 3700 Liberty Trucks gebaut worden sein, was indessen mit Sicherheit zu hoch ist: Möglicherweise wurden ursprünglich 3700 bestellt, dann jedoch, als am 11. November 1918 der Krieg zu Ende war, die über 1000 hinausgehende Anzahl storniert.
1919 war das schwerste Modell weiterhin ein Dreieinhalbtonner. Für 1924 sind 5/7 Tonnen überliefert sowie Omnibusse. 1928 erschienen Lkw mit einem Sechszylindermotor von der LeRoi Company.